# Чім чум
Чім чум (тай. จิ้มจุ่ม) — популярний серед вуличної їжі суп в Таїланді.

## Назва
Походить від двох слів чім (тай. จิ้ม, занурювати) та чум (тай. จุ่ม, швидко опускати).

## Приготування
М'ясо маринують в устричному соусі, соєвому соусі та цукрі. Бульйон готують з додаванням калгану, лемонграсу, кафірського лайму, васильків справжніх.
У глиняний горщик наливають бульйон та нагрівають до закипання. Потім додаються овочі та варяться на повільному вогні. Коли горщик знову закипає — у горщик кладуть до хвилини паличками м'ясо. Готове м'ясо та овочі опускають паличками у традиційний тайський соус нам чім.
У суп також додають целофанову локшину, яйця.
Страва за приготуванням схожа на інший тайський суп му ката, але на відміну від неї м'ясо варять, тоді як у му каті — смажать на грилі. Чім чум схожий на японський суп сябу-сябу.